# Unione dei comuni montani dell'Alta Val Trebbia
L'Unione dei comuni montani dell'Alta Val Trebbia è stata un'unione di comuni della Liguria, nella città metropolitana di Genova, formata dai comuni di Fascia, Fontanigorda, Gorreto, Montebruno, Propata, Rondanina e Rovegno.

## Storia
L'unione è nata con atto costitutivo del 5 dicembre 2014, firmato nel municipio di Rovegno dai rappresentanti locali dell'alta val Trebbia.
L'ente locale aveva sede a Montebruno. Il primo presidente dell'Unione, nominato il 1º aprile 2015, è stato Bruno Pepi.

## Descrizione
L'unione dei comuni comprendeva i territori dell'entroterra genovese dell'alta val Trebbia, zona geografica della città metropolitana di Genova.
Per convenzione l'unione si occupava di questi servizi:
- organizzazione generale dell'amministrazione, gestione finanziaria e contabile e controllo;
- organizzazione dei servizi pubblici di interesse generale di ambito comunale;
- catasto;
- pianificazione urbanistica ed edilizia di ambito comunale nonché la partecipazione alla pianificazione territoriale di livello sovra comunale;
- attività, in ambito comunale, di pianificazione di protezione civile e di coordinamento dei primi soccorsi;
- organizzazione e gestione dei rifiuti e la riscossione dei relativi tributi;
- progettazione e gestione del sistema locale dei servizi sociali ed erogazione delle relative prestazioni ai cittadini;
- edilizia scolastica, organizzazione e gestione dei servizi scolastici;
- polizia municipale e polizia amministrativa locale;
- tenuta dei registri di stato civile e di popolazione e i compiti in materia di servizi anagrafici nonché in materia di servizi elettorali, nell'esercizio delle funzioni di competenza statale;
- servizi in materia statistica.

## Amministrazione
| Periodo           | Periodo           | Primo cittadino | Partito               | Carica                               | Note |
| ----------------- | ----------------- | --------------- | --------------------- | ------------------------------------ | ---- |
| 5 dicembre 2014   | 1 aprile 2015     | Elvio Varni     | sindaco di Fascia     | rappresentante dell'Unione           |      |
| 1 aprile 2015     | 27 settembre 2017 | Bruno Pepi      | sindaco di Rovegno    | presidente del Consiglio dell'Unione |      |
| 27 settembre 2017 | 11 ottobre 2019   | Mirko Bardini   | sindaco di Montebruno | presidente del Consiglio dell'Unione |      |
| 11 ottobre 2019   | in carica         | Giuseppe Isola  | sindaco di Rovegno    | presidente del Consiglio dell'Unione |      |